# Quicken The Heart
Quicken The Heart är det tredje albumet från Newcastle-bandet Maxïmo Park. Albumet släpptes 11 maj 2009.
Albumet släpptes också i en specialutgåva, där det ingår en live-dvd från bandets slutsålda spelning från december 2007 i Newcastle Metro Radio Arena.
Första singeln från skivan, The Kids Are Sick Again, kom den 4 maj 2009, och den 13 juli släpptes singeln Questing, Not Coasting.
Den 19 april 2009 fanns det nya albumet för olaglig nedladdning på internet efter att albumet rippats från Maxïmo Parks egna MySpace sida.

## Låtlista
1. "Wraithlike" – 2:29
2. "The Penultimate Clinch" – 2:36
3. "The Kids Are Sick Again" – 3:04
4. "A Cloud of Mystery" – 3:01
5. "Calm" – 3:07
6. "In Another World (You Would’ve Found Yourself By Now)" – 2:59
7. "Let’s Get Clinical" – 3:53
8. "Roller Disco Dreams" – 3:25
9. "Tanned" – 3:35
10. "Questing, Not Coasting" – 3:41
11. "Overland, West of Suez" – 2:46
12. "I Haven’t Seen Her in Ages" – 3:00
13. "Lost Property" (UK, iTunes Bonus Låt) – 3:56